# Erdélyi Mária (színművész)
Erdélyi Mária (Marosvásárhely, 1943. november 13. –), névváltozata: Erdélyi Mari, férjezett neve után magyarosított neve még a főiskolán: Gyenge Mária, születési neve: Schüle Mária, magyar színésznő.

## Élete
1943. november 13-án született az akkor Magyarországhoz tartozó Marosvásárhelyen. 1969-ben végzett a Színház- és Filmművészeti Főiskolán.
Először a budapesti József Attila Színház tagja lett, 1972-ben a dunaújvárosi Bartók Színház társulatát erősítette, 1974-ben pedig a győri Kisfaludy Színházhoz szerződött. 1976-től a Veszprémi Petőfi Színházban lépett fel, míg 1978-tól a Vidám Színpadon játszott.
1981-ben a Magyar Szinkron és Video Vállalat színésze lett.
A Bánfalvy Ági Nemzetközi Színészképző Szakközépiskolában tanít.

## Színházi szerepei
A Színházi adattárban regisztrált bemutatóinak száma Erdélyi Mária néven: 24, Gyenge Mária néven: 2, míg Erdélyi Mari néven: 1.
| - Hubay–Vas István–Ránki: Egy szerelem három éjszakája (Júlia) | - Gerhart Hauptmann: A bunda (Motesné) |

## Filmszerepek

### Játékfilmek
- Valami madarak (2023)
- Pappa Pia (Rocker nagyi a nyugdíjasotthonban) (2017)
- Hagyaték (rövidfilm) (2015)
- Coming out (2013)

### Tévéfilmek
- Jóban Rosszban (2020)
- Mellékhatás (Béres Zsuzsa) (2020)
- Mintaapák (2019)
- Jófiúk (idős néni) (2019)
- Aranyélet (Éva néni) (2016)
- Casanova (2015)
- Fapad (Idős hölgy) (2015)
- Munkaügyek: A koncert (Faragóné) (2013)
- Barátok közt (Mohácsi Gyuláné, iskolaigazgató) (2001); (Tánctanárnő) (2011); (Padon ülő nő) (2018)
- Família Kft.: A nörsz (1998)
- Szomszédok (1988–1993)
- Az öreg tekintetes (1987)
- Gyermek születik (1985)
- Kémeri: Statárium (1985)
- A szembesítés eredménytelen (1985)
- Méz a kés hegyén (1974)
- Régi idők mozija (1971)
- Vasárnapok (1971)
- Mindannyiotok lelkiismerete megnyugodhat… (1970)

### Reklámfilm
- Burger King: Házias steakburgonya (Nagymama) (2017)[3]

## Szinkronszerepek

### Filmes szinkronszerepei[4]
| Cím                                 | A film elkészülte | Magyar változat (szinkron) | Szerep                                                   | A szinkronizált színész |
| ----------------------------------- | ----------------- | -------------------------- | -------------------------------------------------------- | ----------------------- |
| Északnyugati átjáró                 | 1940              | 2007                       | Mrs. Browne                                              | Gwendolyn Logan         |
| Robin Hood (rajzfilm)               | 1973              | 2001                       | Templomegér mama Tuck barát templomában, Sexton felesége | –                       |
| Asterix tizenkét próbája (rajzfilm) | 1976              | 1988                       | Hivatalnok a 26-os ablaknál                              | –                       |
| Gondolkodó robotok                  | 1976              | 2015                       | Mrs. Vanderwood                                          | Gisèle Casadesus        |
| Hátborzongató                       | 1980              |                            | Mrs. Duval                                               | Elisa Kadigia Bove      |
| Asterix Britanniában (rajzfilm)     | 1986              | 1996 (2. szinkton)         | Mimi és Matula                                           | –                       |
| Nyílt szív                          | 1983              | 1984                       | Tatjana                                                  | Jelena Kuzmina          |
| Mindenem a tiéd                     | 1954              |                            | Gretchen                                                 | Neva Patterson          |
| Kétségbeesve keresem Lulut          | 1987              | 2005                       | Jósnő                                                    | Beatrice Pons           |
| Meghalsz újra!                      | 1991              |                            | Constance nővér                                          | Lois Hall               |

### Filmsorozatbeli szinkronszerepei[5]
| Cím                                                         | A film elkészülte | Magyar változat (szinkron) | Szerep                                                              | A szinkronizált színész |
| ----------------------------------------------------------- | ----------------- | -------------------------- | ------------------------------------------------------------------- | ----------------------- |
| Nők a pult mögött                                           | 1977              | (1. szinkron)              | Zdena Kalášková, eladó                                              | Karolina Slunéčková     |
| Nils Holgersson csodálatos utazása a vadludakkal (rajzfilm) | 1980–1981         | 1987–1988                  |                                                                     | –                       |
| A klinika                                                   | 1985–1989         | 1988 (1. szinkron)         | Karin Meis kisasszony (Meiszecske), Brinkmann professzor titkárnője | Karin Eckhold           |
| María                                                       | 1995–1996         | 2001                       | Rosenda, a börtönőr                                                 | María Prado             |
| Paula és Paulina                                            | 1998              | 1999                       | Cenobia Rojas, Chabela testvére, egy ideig ők vigyáztak Carlitosra. | Silvia Caos             |
| María del Carmen                                            | 2000–2001         | 2003                       | Gumercinda Montés                                                   | Alicia Montoya          |
| Csernobil                                                   | 2019              | 2019                       | Idős könyvtárosnő                                                   | Velta Žygure            |